# Biger nuur
Biger nuur, także Beger nuur (mong.: Бигэр нуур; Бэгэр нуур) – słone jezioro bezodpływowe w południowej Mongolii, w ajmaku gobijsko-ałtajskim (somon Biger), w Ałtaju Mongolskim.
Jezioro o powierzchni 7,4 km², głębokości do 2 m, długości do 5,7 km, szerokości do 2,3 km i długości linii brzegowej 13,8 km. Leży na wysokości 1287 m n.p.m. w podłużnej niecce wznoszącej się na wysokość 1250–1300 m n.p.m. Jezioro zasilane jest wodami rzeki Dzuun gol oraz kilku niewielkich strumieni spływających ze zboczy otaczających nieckę. Przez większą część roku misa jeziorna jest sucha i pokryta białą warstwą soli. Wokół akwenu występuje rozległy obszar pokryty sołonczakami. Jezioro jest punktem najniższym kotliny bigerskiej pomiędzy Ałtajem Mongolskim a Szar Szorootyn nuruu.